# Марко Анттіла
Марко Анттіла (фін. Marko Anttila; нар. 27 травня 1985, Лемпяаля) — фінський хокеїст, крайній нападник клубу КХЛ «Йокеріт». Гравець збірної команди Фінляндії, олімпійський чемпіон.

## Ігрова кар'єра
Уродженець міста Лемпяаля вихованець місцевого клубу. Хокейну кар'єру розпочав 2004 року виступами за команду «Ільвес» в якій пройшов шлях від молодіжного до основного складу.
2004 року був обраний на драфті НХЛ під 260-м загальним номером командою «Чикаго Блекгокс».
26 квітня 2011 уклав однорічний контракт з клубом ТПС. У червні 2013 перейшов до команди КХЛ «Металург» (Новокузнецьк).
З 2014 по 2016 захищав кольори шведського клубу «Еребру».
20 квітня 2016 уклав однорічний контракт з командою КХЛ «Йокеріт». Ще під час регулярного чемпіонату сезону 2016/17 переуклав контракт на два роки.

## На рівні збірних
З 2007 року залучається до лав національної збірної Фінляндії, капітан команди на останньому чемпіонаті світу в Словаччині. Чемпіон світу 2019 року, автор переможного голу в ворота збірної Канади 3-1.

## Статистика

### Клубні виступи
| Сезон          | Клуб                      | Ліга           | Регулярний сезон | Регулярний сезон | Регулярний сезон | Регулярний сезон | Регулярний сезон | Плей-оф | Плей-оф | Плей-оф | Плей-оф | Плей-оф |
| Сезон          | Клуб                      | Ліга           | І                | Г                | П                | О                | ШХ               | І       | Г       | П       | О       | ШХ      |
| -------------- | ------------------------- | -------------- | ---------------- | ---------------- | ---------------- | ---------------- | ---------------- | ------- | ------- | ------- | ------- | ------- |
| 2004–05        | «Ільвес»                  | Jr. A          | 27               | 14               | 6                | 20               | 44               | 9       | 5       | 7       | 12      | 14      |
| 2004–05        | «Ільвес»                  | СМ-Л           | 28               | 2                | 1                | 3                | 10               | 3       | 0       | 0       | 0       | 0       |
| 2005–06        | «Ільвес»                  | Jr. A          | 10               | 4                | 2                | 6                | 6                | 2       | 1       | 1       | 2       | 4       |
| 2005–06        | «Ільвес»                  | СМ-Л           | 50               | 4                | 3                | 7                | 46               | 4       | 0       | 0       | 0       | 0       |
| 2006–07        | «Ільвес»                  | СМ-Л           | 53               | 2                | 2                | 4                | 34               | 7       | 1       | 0       | 1       | 8       |
| 2007–08        | «Ільвес»                  | СМ-Л           | 56               | 14               | 9                | 23               | 90               | 9       | 2       | 2       | 4       | 4       |
| 2008–09        | «Ільвес»                  | СМ-Л           | 58               | 8                | 14               | 22               | 69               | 3       | 0       | 0       | 0       | 2       |
| 2009–10        | «Ільвес»                  | СМ-Л           | 57               | 8                | 18               | 26               | 52               | —       | —       | —       | —       | —       |
| 2010–11        | «Ільвес»                  | СМ-Л           | 33               | 5                | 8                | 13               | 26               | 6       | 2       | 1       | 3       | 4       |
| 2011–12        | ТПС                       | СМ-Л           | 59               | 14               | 22               | 36               | 36               | 2       | 0       | 1       | 1       | 4       |
| 2012–13        | ТПС                       | СМ-Л           | 60               | 17               | 24               | 41               | 68               | —       | —       | —       | —       | —       |
| 2013–14        | «Металург» (Новокузнецьк) | КХЛ            | 16               | 2                | 4                | 6                | 10               | —       | —       | —       | —       | —       |
| 2013–14        | Аріада-Акпарс Волжськ     | ВХЛ            | 6                | 2                | 3                | 5                | 6                | —       | —       | —       | —       | —       |
| 2013–14        | «Еребру»                  | ШХЛ            | 22               | 13               | 7                | 20               | 30               | —       | —       | —       | —       | —       |
| 2014–15        | «Еребру»                  | ШХЛ            | 52               | 14               | 6                | 20               | 16               | 6       | 0       | 1       | 1       | 8       |
| 2015–16        | «Еребру»                  | ШХЛ            | 49               | 8                | 6                | 14               | 28               | 2       | 1       | 1       | 2       | 35      |
| 2016–17        | «Йокеріт»                 | КХЛ            | 56               | 7                | 9                | 16               | 41               | 4       | 0       | 1       | 1       | 2       |
| 2017–18        | «Йокеріт»                 | КХЛ            | 52               | 8                | 8                | 16               | 26               | 10      | 1       | 1       | 2       | 10      |
| 2018–19        | «Йокеріт»                 | КХЛ            | 38               | 11               | 4                | 15               | 21               | 6       | 1       | 2       | 3       | 2       |
| Усього в Лійга | Усього в Лійга            | Усього в Лійга | 454              | 74               | 101              | 175              | 431              | 39      | 5       | 6       | 11      | 24      |
| Усього в КХЛ   | Усього в КХЛ              | Усього в КХЛ   | 162              | 28               | 25               | 53               | 98               | 20      | 2       | 4       | 6       | 14      |

### Збірна
| Рік                | Команда            | Турнір             | Місце              | І  | Г | П | О  | ШХ |
| ------------------ | ------------------ | ------------------ | ------------------ | -- | - | - | -- | -- |
| 2013               | Фінляндія          | ЧС                 | 4-е                | 7  | 0 | 1 | 1  | 2  |
| 2018               | Фінляндія          | ОІ                 | 6-е                | 3  | 0 | 1 | 1  | 2  |
| 2018               | Фінляндія          | ЧС                 | 5-е                | 8  | 2 | 2 | 4  | 2  |
| 2019               | Фінляндія          | ЧС                 | 1                  | 10 | 4 | 0 | 4  | 4  |
| Національна збірна | Національна збірна | Національна збірна | Національна збірна | 28 | 6 | 4 | 10 | 10 |